# Florac Trois Rivières
Florac Trois Rivières – gmina we Francji, w regionie Oksytania, w departamencie Lozère. W 2013 roku liczba ludności na terenie obecnej gminy wynosiła 2130 mieszkańców. Na terenie gminy potok Mimente uchodzi do rzeki Tarnon, który z kolei niebawem uchodzi do Tarnu. 
Gmina została utworzona 1 stycznia 2016 roku z połączenia dwóch wcześniejszych gmin: Florac oraz La Salle-Prunet. Siedzibą gminy została miejscowość Florac.